# Rue Adolphe Marbotin
Pour les articles homonymes, voir Adolphe et Marbotin.
La rue Adolphe Marbotin (en néerlandais : Adolphe Marbotinstraat) est une rue bruxelloise de la commune de Schaerbeek qui va de l'avenue Docteur Dejase à la rue du Tilleul en passant par la rue de l'Agriculture et la rue Jules Destrée. Elle prolonge la rue Willem Kuhnen et est prolongée par la rue Édouard Deknoop en direction d'Evere.

## Histoire et description
Adolphe Marbotin est un ancien échevin schaerbeekois, né à Ename le 16 juin 1847 et décédé à Schaerbeek le 8 octobre 1915.
La numérotation des habitations va de 7 à 119 pour le côté impair et de 4 à 124 pour le côté pair.

## Adresses notables
- nos 10-28 : Immeubles du Foyer schaerbeekois
- no 29 : Le Marbotin
- nos 57-67 : Immeubles du Foyer schaerbeekois
- nos 58-70 : Immeubles du Foyer schaerbeekois